# Крайници
 Тази статия е за селото в България.  За селото в Северна Македония вижте Крайници (община Чашка).  
Крайници е село в Западна България. То се намира в община Дупница, област Кюстендил.

## География
Село Крайници се намира в планински район, в подножието на планините Рила и Верила, на около 10 км от град Дупница. Крайници е най-голямото по площ село в Дупнишка община. В землището на селото е имало римски и тракийски селища, за което свидетелстват множество могили и предмети намерени в околността. Повечето от могилите са разровени при иманярски набези.
В района на селото е летище Крайници – бивша военна база с една от най-дългите нефункциониращи писти – 2,45 км. Летището е на около 10 км от град Дупница и на 57км от град София. Летището на Крайници е било база на германските Луфтвафе през 1941-1944 г.  

## История
При избухването на Балканската война в 1912 година 3 души от Крайници са доброволци в Македоно-одринското опълчение. В Балканската война и Междусъюзническата война са загинали общо 22 жители.
След 09.09.1944 г. се създава ТКЗС. Над селото има военна база за тренировки на БА (1944 – 1989).
Има кино, родилен дом, здравна служба, плувен басейн, футболен стадион със спортна зала, които към момента са нефукциониращи.
През 1937 година е създаден футболен клуб „Ботев“ Крайници, който се състезава в „А“ ОГ Кюстендил - подгрупа „Рила“

## Население
Населението към момента е около 1900 души, като в предишни години населението на селото е достигало до 3300 души.
Численост и дял на етническите групи според преброяването на населението през 2011 г.:
|                     | Численост | Дял (в %) |
| Общо                | 1954      | 100,00    |
| Българи             | 1585      | 81,11     |
| Турци               | 0         | 0,00      |
| Цигани              | 51        | 2,61      |
| Други               | 0         | 0,00      |
| Не се самоопределят | 0         | 0,00      |
| Неотговорили        | 313       | 16,01     |

## Религии
- Православно християнство.

## Обществени институции
- Училище „Христо Ботев“ (до 7 клас) с директор Гергана Велинова (към училището функционира клуб „Родолюбие“, с ръководител Мая Кърнолска)
- Читалище „Развитие“, към което функционират: детска вокална група „Крайничанче“, детска фолклорна група „Славейче“, сатирична група „Весел смях“ и женска фолклорна формация „Българка“
- Църкви – Успение Богородично 1851 г, Възкресение Господне 1908 г, параклиси св. Петка“, Цар Константин и царица Елена“, св.Мина
- Детска градина „Вяра, Надежда и Любов“

## Редовни събития
- Всяка година през първата събота от месец юни има традиционен събор на селото.
- Честване патронния празник на Христо Ботев
- Честване на коледни и новогодишни празници в селото, на площада при елхата с участието на деца от училището и от различните клубове

## Личности
- Райчо Горов – борец и треньор по борба

## Други
- Изглед от пътя
- Емблема на село Крайници
- Паметник на падналите в национално-
освободителното движение